# Olmos y Robles
Olmos y Robles es una serie de televisión de detectives en clave de humor producida por 100 Balas para Televisión Española. Se estrenó en La 1 el 8 de septiembre de 2015. 
Protagonizada por Pepe Viyuela y Rubén Cortada, su argumento trata de una pareja de guardias civiles en la que el primero es el torpe y campechano, y el segundo el policía experto y distante. También forman parte del reparto Asunción Balaguer, Andrea Duro, Enrique Villén, Ana Morgade y Alex O'Dogherty, entre otros.
Tan solo un día después de finalizar su primera tanda de episodios, una de sus actrices, Ana Morgade, afirmó en sus redes sociales que la serie había renovado y por tanto tendría segunda temporada. El rodaje de la segunda temporada comenzó el 20 de junio, que vendría cargada de tres incorporaciones: Alfonso Lara, Elena Alférez y Elisa Mouliaá; y dos bajas: Andrea Duro y Santi Marín. 
El 28 de diciembre de 2016 se anuncia que la serie no renueva por una tercera temporada.
La serie inició su rodaje en julio de 2015. Los interiores se grabaron en plató en Madrid y los exteriores en escenarios reales de la localidad riojana de Ezcaray, junto a otros enclaves de Logroño y alrededores.

## Argumento
Sebastián Olmos (Pepe Viyuela) es un cabo primero de Seguridad Ciudadana de la Guardia Civil que trabaja en el cuartel de su localidad natal, Ezcaray, un pequeño pueblo de La Rioja. Agustín Robles (Rubén Cortada) es un teniente del Grupo de Acción Rápida (GAR), una de las unidades más prestigiosas de la Guardia Civil, un agente urbano y moderno. Ambos se verán obligados a trabajar juntos si quieren resolver el gran caso internacional que, por azares de la vida, les ha unido en ese pueblo riojano. Son dos polos opuestos, dos investigadores distintos que forman un equipo genial.

## Reparto

### 1ª temporada
| - Rubén Cortada - Agustín "Gus" Robles - Pepe Viyuela - Sebastián "Sebas" Olmos - Enrique Villén - Gregorio Atiza - Álex O'Dogherty - Damián Navarro - Pilar Castro - Isabel "Isa" Antúnez/Isabel Díaz Hernán "La Piensos" - Ana Morgade - Catalina "Cata" Fresneda - Andrea Duro - Nuria Atiza (Episodio 2 - Episodio 8) - Santi Marín - Lucas "Lucky" Mellado (Episodio 2 - Episodio 8) - Asunción Balaguer - Domitila "Domi" Olmos - Luis Miguel Seguí - Augusto César Alcides † | - Antonio Tato - Claudio Segismundo (Episodio 1 - Episodio 8) - Ricardo Lacámara - Braulio (Episodio 1 - Episodio 8) - Janfri Topera - Serafín (Episodio 1; Episodio 3; Episodio 6 - Episodio 8) - Jaroslaw Bielski - Comandante Gueretz † (Episodio 1; Episodio 5 - Episodio 8) - Kimberley Tell - Preston (Episodio 1; Episodio 8) - Sara Sálamo - Doctora Aguilar (Episodio 1; Episodio 4; Episodio 6 - Episodio 7) - Daniel Pérez Prada - Padre Juan/Eladio † (Episodio 3 - Episodio 6) |

### 2ª temporada
| - Rubén Cortada - Agustín Robles - Pepe Viyuela - Sebastián "Sebas" Olmos - Enrique Villén - Gregorio Atiza (Episodio 9/1; Episodio 18/10) - Álex O'Dogherty - Damián Navarro - Pilar Castro - Isabel "Isa" Antúnez "La Piensos" - Ana Morgade - Catalina "Cata" Fresneda - Alfonso Lara - Esteban Atiza - Elena Alférez - Casiana Arrea (Episodio 11/3 - Episodio 18/10) - Asunción Balaguer - Domitila "Domi" Olmos (Episodio 9/1 - Episodio 14/6; Episodio 16/8; Episodio 18/10) - Elisa Mouliaá - Nora Salgado (Episodio 10/2 - Episodio 18/10) | - Antonio Tato - Claudio Segismundo (Episodio 9/1 - Episodio 18/10) - Ricardo Lacámara - Braulio (Episodio 9/1 - Episodio 18/10) - Janfri Topera - Serafín (Episodio 10/2 - Episodio 16/8; Episodio 18/10) - Berta Hernández - Doctora Ferrer (Episodio 10/2 - Episodio 14/6; Episodio 17/9) - Emilio Gavira - Gaspar Miñambres (Episodio 9/1; Episodio 17/9 - Episodio 18/10) - Begoña Maestre - Alba Castro (Episodio 15/7 - Episodio 16/8) |

### Cronología

#### Personajes principales
| Actor/actriz      | Personaje                | Temporadas                | Temporadas                |
| Actor/actriz      | Personaje                | 1                         | 2                         |
| ----------------- | ------------------------ | ------------------------- | ------------------------- |
| Pepe Viyuela      | Sebastián "Sebas" Olmos  | Principal                 | Principal                 |
| Rubén Cortada     | Agustín "Gus" Robles     | Principal                 | Principal                 |
| Enrique Villén    | Gregorio Atiza           | Principal                 | Invitado                  |
| Álex O'Dogherty   | Damián Navarro           | Principal                 | Principal                 |
| Ana Morgade       | Catalina "Cata" Fresneda | Principal                 | Principal                 |
| Pilar Castro      | Isabel "Isa" Antúnez     | Principal                 | Principal                 |
| Andrea Duro       | Nuria Atiza              | Principal (desde el 1x02) |                           |
| Santi Marín       | Lucas "Lucky" Mellado    | Principal (desde el 1x02) |                           |
| Alfonso Lara      | Esteban Atiza            |                           | Principal                 |
| Elena Alférez     | Casiana Arrea            |                           | Principal (desde el 2x03) |
| Luis Miguel Seguí | Augusto César Alcides    | Principal                 |                           |
| Asunción Balaguer | Domitila "Domi" Olmos    | Principal                 | Principal                 |
| Elisa Mouliaá     | Nora Salgado             |                           | Principal (desde el 2x02) |

Nota: La actriz Elena Alférez que interpretó a Casiana Arrea en la 2ª temporada como personaje principal, apareció en la 1ª temporada interpretando a Maite en el sexto capítulo de la temporada y de la serie.

#### Personajes recurrentes
| Actor/actriz       | Personaje                      | Temporadas | Temporadas |            |
| Actor/actriz       | Personaje                      | 1          | 2          |            |
| ------------------ | ------------------------------ | ---------- | ---------- | ---------- |
| Antonio Tato       | Claudio Segismundo             | Recurrente | Recurrente |            |
| Ricardo Lacámara   | Braulio                        | Recurrente | Recurrente |            |
| Janfri Topera      | Serafín                        | Recurrente | Recurrente |            |
| Ramón Barea        | Mateo Fresneda                 | Invitado   | Invitado   |            |
| Joaquín Núñez      | Justino Peláez Marín "Cerebro" | Invitado   | Invitado   |            |
| Sara Sálamo        | Doctora Aguilar                | Recurrente |            |            |
| Kimberley Tell     | Preston                        | Recurrente |            |            |
| Jaroslaw Bielsky   | Capitán Gueretz                | Recurrente |            |            |
| Daniel Pérez Prada | Padre Juan / Eladio            | Recurrente |            |            |
| Berta Hernández    | Doctora Ferrer                 |            | Recurrente | Recurrente |
| Emilio Gavira      | Gaspar Miñambres               |            | Recurrente | Recurrente |
| Begoña Maestre     | Alba Castro                    |            | Recurrente | Recurrente |
| Santiago Meléndez  | Lorenzo Garrido                |            | Recurrente | Recurrente |
| Fermí Reixach      | Felipe Muro                    |            | Recurrente | Recurrente |

## Temporadas y episodios
| Temporada | Temporada | Episodios | Estreno                  | Final                   | Audiencia media | Audiencia media | Audiencia media |
| Temporada | Temporada | Episodios | Estreno                  | Final                   | Espectadores    | Cuota           |                 |
| --------- | --------- | --------- | ------------------------ | ----------------------- | --------------- | --------------- | --------------- |
|           | 1         | 8         | 8 de septiembre de 2015  | 27 de octubre de 2015   | 2 662 000       | 14,5%           |                 |
|           | 2         | 10        | 12 de septiembre de 2016 | 21 de noviembre de 2016 | 1 862 000       | 10,6%           |                 |

### Primera temporada (2015)
| Reparto secundario - Kimberley Tell - Preston Con la colaboración especial de: - Ramón Barea - Mateo Fresneda | Reparto episódico - Eduardo Gómez Bassi - Yuri Golief "Boris Mostovoi" † - Jesús Manuel Rubio - Viti/Joaquín † |

| Reparto secundario - María Pedroviejo - Reyes Fernández - Cuca Escribano - Lola Portillo - Javier Godino - Diego Lezama Con la colaboración especial de: - Jorge Sanz - Santiago "Santi" Velasco | Reparto episódico - Mery Cabezuelo - Secretaria - María Jesús Hoyos - Señora de la mansión - Carlos Larrinaga - Jesús Fernando Sancho Venajes "Andrés Gómez Hurtado" † - Kao Chenmin - Yuan Lin |

| Reparto secundario - Rakel González-Huedo - Sor Trinidad Con la colaboración especial de: - Marisol Ayuso - Madre Superiora | Reparto episódico - Malia Conde - Monja del Siglo XIV † - Marta Martín - Monja esbirro - Erik Grüber - Frey Pedro Bernabé † - Aída Qui - Susana - Víctor Huerta - Manuel Coronas |

| Reparto secundario - Laura Sánchez - Bisnieta de Bárbara - Carmen Esteban - Evarista Con la colaboración especial de: - Álvaro de Luna - Onésimo Baranda | Reparto episódico - Pablo Viña - Encargado del cementerio - Ana Cañas - Chica - Kirian Sánchez - Chico - Paco Obregón - Melquiades - Victoria Paniagua - Vicenta - Nicolas Verona - Onésimo Baranda (de joven) - Esteban Balbi - Ambrosio Baranda † |

| Con la colaboración especial de: - Ruth Gabriel - Hija del anticuario Belchite - Alexis Valdés - Elio / Pierre Pollard 1 - Javivi - Manuel Echevarría Blanco "Colchones" / Pierre Pollard 2 - Joaquín Núñez - Justino Peláez Marín "Cerebro" / Pierre Pollard 3 | Reparto episódico - Raúl Ramos - Pierre Pollard (Verdadero) † - Alfonso Molina - Vendedor de la tienda - Raquel Vazme - Recepcionista |

| Reparto secundario - Goizalde Núñez - Gloria - Elena Alférez - Maite - Enrique Martínez - Celedonio Garrido Con la colaboración especial de: - Laura Ramos - Mónica Salcedo | Reparto episódico - Pablo Cavestany - Pablo "Pablete" - Imanol Reta - Bodeguero - José Quesada - Campillo † |

| Con la colaboración especial de: - Laura Ramos - Mónica Salcedo † | Reparto episódico - José Manuel Martínez - Krosehv - Jesús José Jiménez - Volgan |

| Reparto secundario - Hector Noas - Comisario - Kimberley Tell - Preston | Reparto episódico - José Manuel Martínez - Krosehv - Jesús José Jiménez - Volgan - Romeo Babiano - Augusto César Alcides (Pequeño) † - Adrián González - Vití/Joaquín † - Krystian Pasiecznik - Víctor - Merlín Eduardo Salazar - Garay - Eva Serrano - Madre de Alcides y Viti † - Martín Aslan - Urich † - Cristóbal Molina - Misha - Miguel Ángel Romero - Troski |

### Segunda temporada (2016)
| Reparto secundario - Christian Sánchez - Guardaespaldas 1 † - Jon Rod - Guardaespaldas 2 † - Emilio Gavira - Gaspar Miñambres Con la colaboración especial de: - Fernando Cayo - Laguardia, guardaespaldas de Mateo † - Ramón Barea - Mateo Fresneda | Reparto episódico - Mario Mayo - Mario - Sayane - Tráficante especialista - Óscar Oliver - Elías - Eugene Greavu - Guardaespaldas Hugo - Miguel Ángel Romero - Guardaespaldas Víctor - María Araujo - Reportera |

| Reparto secundario - Raquel Falcón - Reportera - Pilar Massa - Petra Blanco † - Javier Jiménez Palo - Jaime Marín † - José María Riera - Pedro Gala | Con la colaboración especial de: - Ruth Núñez - Teresa Gálvez - Javier Lago - Raúl Lucena † Reparto episódico - Oliver Cerrolaza - Robles (Niño) - Jesús Martínez - Padre de Robles † - Carlos Wu - Wang Chu |

| Reparto secundario - Pablo Castañón - Miguel Albarrán † - Pancho Marín - Teófilo Bastida Con la colaboración especial de: - Jesús Olmedo - Gabriel Fuentes | Reparto episódico - Sandra Gómez - Campesina - Antonio Recio Beladiez - Cartero - Manuel Vidal - Ganadero - Carlos Wu - Wang Chu |

| Reparto secundario - Camila Viyuela - Loreto Bereta Con la colaboración especial de: - José Manuel Seda - Gustavo Peña - Carlos Chamarro - Alberto Bayo - Alejandro Tous - Mario Buendía | Artista invitado - Joaquín Núñez - Justino Peláez Marín "Cerebro" Reparto episódico - Esther Ramos - Agente Seprona - Alfredo Zamora - Baldomero Padilla - Antonio Gomiz - Beta |

| Reparto secundario - Marta Megías - Chica secuestrada - Víctor Mendoza - Alfonso Santamaría - Mauro Muñiz de Urquiza - Félix Maestre - Manuel Millán - Beltrán | Con la colaboración especial de: - Manuel Manquiña - Eugenio Peralta "Comecocos" - Alberto Jiménez - Ramón Tornedo Reparto episódico - Antonio Gómez de la Torre - Obrero 1 - Luis Rodrigo San Pedro - Obrero 2 |

| Reparto secundario - Rafa Alarcón - Emilio - Víctor Mendoza - Alfonso Santamaría † - Manuel Millán - Beltrán Con la colaboración especial de: - Manuel Manquiña - Eugenio Peralta "Comecocos" † | Reparto episódico - Felicidad Galindo - Rosario Peña Melero † - Hugo Arbués - Eugenio Peralta "Comecocos" (pequeño) - Luis Rodrigo San Pedro - Lechero |

| Reparto secundario - Eduard Iosif - Erin Cernik - Peter Nikolas - Andrey - Katrina Adamska - Ostenka - Víctor Palmero - Roberto García Con la colaboración especial de - Santiago Meléndez - Lorenzo Garrido - Fermí Reixach - Felipe Muro | Artista invitada - Begoña Maestre - Alba Castro Reparto episódico - Nazaret Aracil - Sargento Vadillo - Irene Ruiz - Moderadora - César López - Conductor Segundo Camión |

| Reparto secundario - Loreto Mauleón - Elvira Lasparri - Rubén Sanz - Óscar Adargan - Ángel Saavedra - Antón López Con la colaboración especial de - Santiago Meléndez - Lorenzo Garrido - Fermí Reixach - Felipe Muro - Ana Milán - Valeria Lasparri | Artista invitada - Begoña Maestre - Alba Castro Reparto episódico - Carlos Wu - Wang Chu - William Tigreros - Minero - Amanecer Sierra - Voz soprano |

| Reparto secundario - Raúl Prieto - Marcos San Juan - Roberto Dragó - Eduardo Bellini - Eduardo Velasco - José Duro "Pepo" † - Jon Arias - Samuel Landa - Emilio Gavira - Gaspar Miñambres Con la colaboración especial de - Santiago Meléndez - Lorenzo Garrido - Fermí Reixach - Felipe Muro - Marcial Álvarez - César Guerrero † | Agradecimiento especial: - Julen Guerrero - Él mismo - Salva Ballesta - Él mismo - Rubén de la Red - Él mismo - Juan Carlos Rivero - Él mismo - Lourdes García Campos - Ella misma - Felipe del Campo - Él mismo - Roberto Gómez - Él mismo Reparto episódico - Macarena Belda - Sargento Belda |

| Reparto secundario - María José Garrido - Cómplice de Lorenzo y Felipe † - Emilio Gavira - Gaspar Miñambres † Con la colaboración especial de - Santiago Meléndez - Lorenzo Garrido † - Fermí Reixach - Felipe Muro | Reparto episódico - Alberto Rivas - Sicario Mario - Javier Rivas - Felipe Muro joven - Juana Roquero - Doble sicaria |

### Olmos y Robles: Documentos clasificados
Olmos y Robles: Documentos clasificados es un extra sobre la serie que se emitió en 2015, junto con los capítulos de la primera temporada. En él, la gente del equipo (guionistas, actores...) explica detalles y curiosidades sobre la realización de la serie, mientras muestran imágenes y tomas falsas de la grabación.
| Programas emitidos | Programas emitidos       | Programas emitidos | Programas emitidos | Programas emitidos |
| N.º                | Fecha de emisión         | Espectadores       | Cuota              |                    |
| ------------------ | ------------------------ | ------------------ | ------------------ | ------------------ |
| 1                  | 8 de septiembre de 2015  | 1 757 000          | 13,2%              |                    |
| 2                  | 15 de septiembre de 2015 | 2 170 000          | 11,1%              |                    |
| 3                  | 22 de septiembre de 2015 | 1 228 000          | 7,7%               |                    |
| 4                  | 29 de septiembre de 2015 | 1 741 000          | 8,6%               |                    |
| 5                  | 6 de octubre de 2015     | 1 258 000          | 7,7%               |                    |
| 6                  | 13 de octubre de 2015    | 1 815 000          | 9,1%               |                    |
| 7                  | 20 de octubre de 2015    | 1 925 000          | 9,5%               |                    |
| 8                  | 27 de octubre de 2015    | 1 259 000          | 8,4%               |                    |

## Audiodescripción
A partir de 2015, Televisión Española empezó a ofrecer el servicio de audiodescripción en sus principales series. Olmos y Robles fue una de las primeras en contar con este sistema.
A continuación se transcribe la audiodescripción de la cabecera, puesto que el audio original no se puede subir a Wikipedia por motivos de copyright:

Sobre imágenes de soldados y del pueblo de Ezcaray, se superponen dibujos de los protagonistas de "Olmos y Robles". Con Rubén Cortada, Pepe Viyuela, Enrique Villén, Álex O'Dogherty, Pilar Castro, Ana Morgade, ...

[Temporada 1]: ... Santi Marín y Andrea Duro. Con Asunción Balaguer y Luis Miguel Seguí. "Olmos y Robles", una pareja de ley.
[Temporada 2]: ... Elena Alférez y Alfonso Lara. Con Asunción Balaguer y Elisa Mouliaá. "Olmos y Robles", temporada dos.